# فنسنت لانجه
فنسنت لانجه (15 يونيو 1974 ببرلين الشرقية - ) (بالألمانية: Vincent Lange)‏ هو عارض وممثل ولاعب كرة طائرة ألماني.

## وصلات خارجية
- فنسنت لانج على موقع الاتحاد الدولي beach volleyball database (الإنجليزية)
- فنسنت لانج على موقع قاعدة بيانات الكرة الطائرة الشاطئية (الإنجليزية)
- فنسنت لانج على موقع عالم الكرة الطائرة (الإنجليزية)